# 邓立佳
邓立佳（1962年11月—），湖南武冈人，中华人民共和国政治人物。邓立佳也是湖南省作家协会会员，笔名石莲。

## 生平
1962年11月，邓立佳出生在湖南省邵阳市武冈县（今武冈市）。1978年10月，邓立佳进入邵阳师范专科学校数学专业学习，1981年毕业后到武冈县邓家铺中学执教。1984年3月至1985年12月，邓立佳在中共湖南省委党校理论班政治经济学专业学习，之后回到中共邵阳市委党校成为一名教师，毕业前进入中国共产党。
1987年1月，邓立佳调到省会长沙市，成为中共湖南省委《学习导报》杂志社的一名编辑。1989年9月，邓立佳调入中共湖南省委政研室一处，成为一名研究员。1994年8月，邓立佳调任中共湖南省委办公厅秘书处副处级秘书，两年后升任正处级秘书。
2000年11月，邓立佳调到湖南省西北部张家界市，出任中共张家界市永定区委书记，2003年11月兼任中共张家界市委常委，2005年12月转任中共张家界市武陵源区委书记。2006年10月，邓立佳出任张家界市人民政府副市长兼中共张家界市委常委。
2008年12月，邓立佳调回长沙市，出任湖南省商务厅副厅长、党组成员，次年3月兼任纪检组组长。2013年3月，邓立佳转任湖南省人民政府副秘书长、湖南省人民政府办公厅党组成员、湖南省安全生产监督管理局局长兼党组书记。2018年2月，邓立佳转任湖南省环境保护厅（湖南省生态环境厅）厅长、党组书记。2023年1月，邓立佳出任中国人民政治协商会议湖南省委员会人口资源环境委员会副主任。

### 落马
2025年1月9日，邓立佳涉嫌严重违纪违法，接受湖南省纪委湖南省监察委员会纪律审查和监察调查。6月19日，被开除党籍、开除公职。